# Ищенко, Николай Иванович
Ищенко Николай Иванович (род. 12 сентября 1964, Кривой Рог, Днепропетровская область) — украинский горный инженер, учёный-экономист, промышленник. Доктор экономических наук (2015), профессор. Лауреат Государственной премии Украины в области науки и техники (2013).

## Биография
Родился 12 сентября 1964 года в городе Кривой Рог Днепропетровской области.
В 1985 году окончил Киевский институт народного хозяйства.
В 1992 году окончил Криворожский горнорудный институт.
С 1987 года работал на предприятии «Кривбассвзрывпром»: в 2000—2001 годах — директор, 2001—2006 годах — председатель правления, в 2006—2007 годах — генеральный директор.
В 2007—2009 годах — заместитель директора горнорудного дивизиона ООО «Метинвест Холдинг».
В 2009—2010 годах — генеральный директор Ингулецкого горно-обогатительного комбината.
Профессор кафедры учёта, налогообложения, публичного управления и администрирования Криворожского национального университета.

## Научная деятельность
Специалист в области горного дела. Автор научных работ.
Исследовал экономические вопросы развития современных предприятий горной промышленности.

### Научные труды
- Экономическое взаимодействие предприятий горно-обогатительного комплекса / Днепродзержинск, 2007.

## Награды
- Государственная премия Украины в области науки и техники (16 мая 2013) — за разработку и внедрение техники и технологии изготовления и применения высокоэффективных, безопасных эмульсионных взрывчатых веществ на карьерах Украины[2];
- Орден «За заслуги» (Украина) 3-й степени (2010);
- Орден «За заслуги» (Украина) 2-й степени (2013);
- Заслуженный работник промышленности Украины;
- Победитель регионального конкурса «Свиточ Приднепровья-2011» в номинации «Лучший инвестор Приднепровья» (декабрь 2011);
- Знак «За заслуги перед городом» (Кривой Рог) 3-й (2004), 2-й (2007), 1-й (2010) степеней[3];
- Нагрудный знак «За развитие региона» (2004)[4];
- Нагрудный знак «За весомый личный вклад в развитие Ингулецкого района» (2012)[4].